# Die wundersamen Reisen Gustavs des Weltfahrers
Die wundersamen Reisen Gustavs des Weltfahrers. Lügenhafter Roman mit Kommentaren ist ein Roman von Irmtraud Morgner, der 1972 im Aufbau-Verlag sowie (als Lizenzausgabe) im Hanser Verlag erschien.

## Struktur und Handlung

### Motto
Dem Text ist als Motto ein Zitat aus Jean Pauls Erzählung Schulmeisterlein Wutz vorangestellt, durch das angedeutet wird, dass die Hauptfigur, genau wie in jener Erzählung, die dargestellten Reisen nicht wirklich selbst unternommen, sondern sich ausgedacht hat. Darauf weist auch schon der Untertitel lügenhafter Roman hin.

### Rahmenhandlung
Gustav der Weltfahrer, ein pensionierter Lokführer, lernt durch einen Zufall Gustav den Schrofelfahrer (Müllfahrer) kennen. Im Verlauf von sieben Tagen verbringt Gustav der Müllfahrer jeden Tag seine Mittagspause im Keller Gustavs des Weltfahrers, der ihm die von seiner Frau gekochte Kartoffelsuppe anbietet, jedes Mal von einer seiner wundersamen Reisen erzählt und ihm als Beweis für den Wahrheitsgehalt der Geschichten ein Andenken an die Reise schenkt.

### Binnenhandlung
Der Lokführer Gustav H. übernimmt nach seiner Pensionierung von der Deutschen Reichsbahn eine alte ausrangierte Dampflok samt Tender, Wohn- und Materialwagen, die er Hulda tauft. Mit der Lok und seinen Heizern Alois und Eugen will er die Welt bereisen. Nach einigen Jahren hat er sieben Reisen in alle Gegenden der Welt und sogar ins Weltall unternommen; die Lok wird je nach Reiseziel zum Straßenfahrzeug, Schiff, Hubschrauber oder zur Rakete umgebaut. Auf jeder Reise lernt er ein fremdes Volk, dessen wundersames Land und seltsame Lebensgewohnheiten kennen:
- Im ersten Kapitel wird zunächst die umständliche Beschaffung und Ausstattung des Zuges beschrieben, danach die erste Reise an den Golf von Siam: Dieser ist angefüllt mit Siamkatzen, die bei einem heftigen Sturm sogar vom Himmel regnen und den drei Reisenden die Vorräte wegfressen.

- Die zweite Reise führt in einen „Dorfstaat“, in dem fast alle Menschen in einer großen Ziegelei arbeiten müssen – trotzdem gibt es nicht genug Ziegeln, und die meisten müssen in Häusern ohne Dach leben. Nur die Mitglieder der „Organisation“ (also der autoritär regierenden Partei) leben in ordentlich gedeckten Häusern. Der Volkssport des Landes ist ein Wettkampf, bei dem Ziegelstapel mit dem Kopf zertrümmert werden müssen, weswegen alle Bewohner kegelförmige Schädel haben.

- Auf der dritten Reise besucht Gustav eine Oasenstadt, die aus einer riesigen Hose besteht: Einst hatte die Königin des Landes für ihren Sohn eine Hose aus magischem Garn gestrickt, die zunächst mit dem Kind mitwuchs, dann aber immer weiter wuchs, bis schließlich alle Bewohner der Stadt in der Hose mit über 1700 Stockwerken lebten.

- Auf der vierten Reise fährt der (zum Schiff umgebaute) Zug ins matriarchalisch regierte Land der Amazonen. Dort arbeiten alle Frauen, in einfachen Urwaldhütten lebend, als Wissenschaftlerinnen, während die Männer in einem Reservat gehalten werden und nur zur Zeugung und Aufzucht der Kinder dienen müssen. Die drei Reisenden werden zunächst als Schauobjekte gefangengehalten, können sich dann aber befreien und fliehen.

- Während der fünften Reise fangen die Reisenden auf einer Insel einen Tiger und (um den Tiger zu ernähren) einen Wal. Nach einem Sturm strandet der Schiffs-Zug auf einer Insel. Die Inselbewohner leben in einer Stadt, in der alles (z. B. jedes Haus) doppelt vorhanden ist: einmal echt, einmal als Attrappe. Die Bewohner bewundern den Dampfzug und bauen auch davon ein originalgroßes Abbild, ebenso vom Tiger, den die Reisenden den Bewohnern schenken.

- Die nach Norden führende sechste Reise endet in Frigiderien, einem Land des ewigen Eises, in dem Menschen sich vor ihrem Tod einfrieren lassen können (s. Kryonik). Auch Gustav macht ein „Vertreter der Lohnfrosterei“ ein Angebot für eine solche Behandlung, das Gustav aber ablehnt. Frigiderien wird (satirisch überspitzt) als dekadente Gesellschaft mit extremen Klassenuntersschieden beschrieben: Die reicheren Bewohner lassen sich von Dienern jede Tätigkeit abnehmen, sogar das essen, trinken, rauchen, oder das Leben insgesamt.

- Für die letzte Reise wird der Dampfzug zu einer Rakete umgebaut, mit der Gustav, Eugen und Alois auf dem Planetoiden Ferribdol im Asteroidengürtel landen. Die Bewohner dieses Himmelskörpers sind zweigeschlechtlich, sie pflanzen sich aber ungeschlechtlich fort: Die Kinder werden von Bäumen gepflückt. Auch für alle anderen Dinge, die gebraucht werden, hat man Bäume gezüchtet. Um nun auch die Erde zu kolonisieren, schickt man Gustav mit einer Ladung Kinderbaum-Setzlingen zurück – bei Gustavs Ankunft am Weihnachtstag erfrieren diese jedoch im Schnee.

### Herausgeberfiktion
Die Handlung ist in eine doppelte Herausgeberfiktion eingebettet: In einem Vorwort der Verfasserin erzählt die Enkelin des Weltfahrers, Bele H., dass sie ihren Großvater dazu gebracht hat, seine Reiseberichte aufzuzeichnen, zu denen sie in Fußnoten eigene Kommentare eingefügt hat. In einem Nachwort der Herausgeberin berichtet die (fiktive) Herausgeberin Dr. phil. Beate Heidenreich, dass sie das Manuskript von der Verfasserin „als Pfand für schuldig gebliebene Miete“ bekam.

## Rezeption
Die Reaktion der Literaturkritik fiel positiv aus. Nach Morgners Tod war der Roman zunächst vergriffen. 2006 gab der Verbrecher-Verlag eine Neuausgabe des Romans sowie eine Auswahl von Morgners Erzählungen heraus. Aus diesem Anlass erschienen einige Rezensionen, die die Unterhaltsamkeit des Romans auch für das heutige Lesepublikum hervorheben und auch die Entscheidung des Verlags würdigen, das Werk einer zu diesem Zeitpunkt in Vergessenheit geratenden Autorin wieder bekannt zu machen:
- Die anonyme Rezension des Spiegel lobt die „Kraft der Sprache und der Phantasie“ sowie die mit schwarzem Humor vorgetragene Gesellschaftssatire.[1]

- Der Zeit-Rezensent Martin Gregor-Dellin beschreibt den Roman als „erfrischend“ und „amüsant-hintergründig“ und erfreut sich an Morgners Lust am Fabulieren.[2]

- Monika Melchert rezensiert den Roman für das Neue Deutschland. Sie sieht ihn in der Tradition des Schelmenromans und lobt ihn als „große[n] Erzählspaß [...], in den man eintauchen kann wie in Märchen - und plötzlich packt man dabei die nackte Wirklichkeit am Schopfe“.[3]

- Die Rezensentin der Frankfurter Rundschau sieht in Gustavs Lügengeschichten eine Utopie, die dem realsozialistischen Alltag entgegengesetzt wird, in seinen Reisen zeigten sich „geheime Wünsche, nach Aufbruch und nach Umbruch, nach Ankunft und nach Wiederkehr“.[4]

- In Carola Wiemers' Besprechung für Deutschlandfunk Kultur sieht sie „eine am Komischen und Grotesken geschulte Systemkritik, in der das Lustmoment von zentraler Bedeutung ist“ als typisches Merkmal von Morgners Werk.[5]

- Ulrike Schuff hebt in ihrer Rezension auf literaturkritik.de einerseits das metafiktionale Spiel mit Erzählebenen, andererseits das Märchenhafte und Groteske hervor, das für Gustav eine Form der „Weltaneignung“ darstellt – da Menschen wie er in der realen Geschichtsschreibung nicht vorkommen.[6]

- Irmgard Lumpini vertritt ih ihrer Rezension für die ColoRadio-Sendung Studio B die Position, dass die realen Lebensverhältnisse in den absurden Reiseabenteuern gespiegelt werden. Gustav sei ein „proletarischer Phantast“, der sich zusammenspinnt, was in der Realität nicht zu finden ist.[7]

## Quelle
- Irmtraud Morgner: Die wundersamen Reisen Gustavs des Weltfahrers. Lügenhafter Roman mit Kommentaren. Aufbau Verlag Berlin und Weimar 1974. 2. Auflage.